# 권순정 (정치인)
권순정(權純姃, 1967년 1월 31일~)은 대한민국의 제4대 울산광역시 중구의원이었다.

## 학력
- 황남국민학교 졸업
- 경주여자중학교 졸업
- 경주여자고등학교 졸업
- 울산대학교 식품영양학과 졸업

## 경력
- (사)울산여성회 공동대표
- (사)울산여성회 이사
- (사)청소년교육문화공동체 "함께" 이사
- 한부모가족지원센터 소장
- 지역 아동센터 어깨동무 시설장
- 작은도서관 대표
- 통일교육협의회 통일교육전문위원
- 중구 지역사회복지협의체 대표위원
- 전국 지역아동센터 울산지부 중구지회 회장
- 중구 청소년 상담센터 운영자문위원
- 학성초등학교 운영위원장
- 2006.07 ~ 2010.06 제4대 울산광역시 중구의회 의원
- 제4대 울산광역시 중구의회 건설환경위원회 부위원장
- 2010.07 ~ 2011.12 민주노동당 울산시당 중구 위원회 위원장
- 2011 울산광역시의회 후보

## 역대 선거 결과
|  | 20.63% |

|  | 26.71% |

|  | 10.85% |